# Langer Marsch 6
Langer Marsch 6, kurz LM-6 (chinesisch 長征六號 / 长征六号, Pinyin Chángzhēng liùhào, kurz CZ-6) bezeichnet eine von der Shanghaier Akademie für Raumfahrttechnologie (SAST), einem Unternehmensbereich der China Aerospace Science and Technology Corporation, hergestellte Serie von Trägerraketen.

## Langer Marsch 6

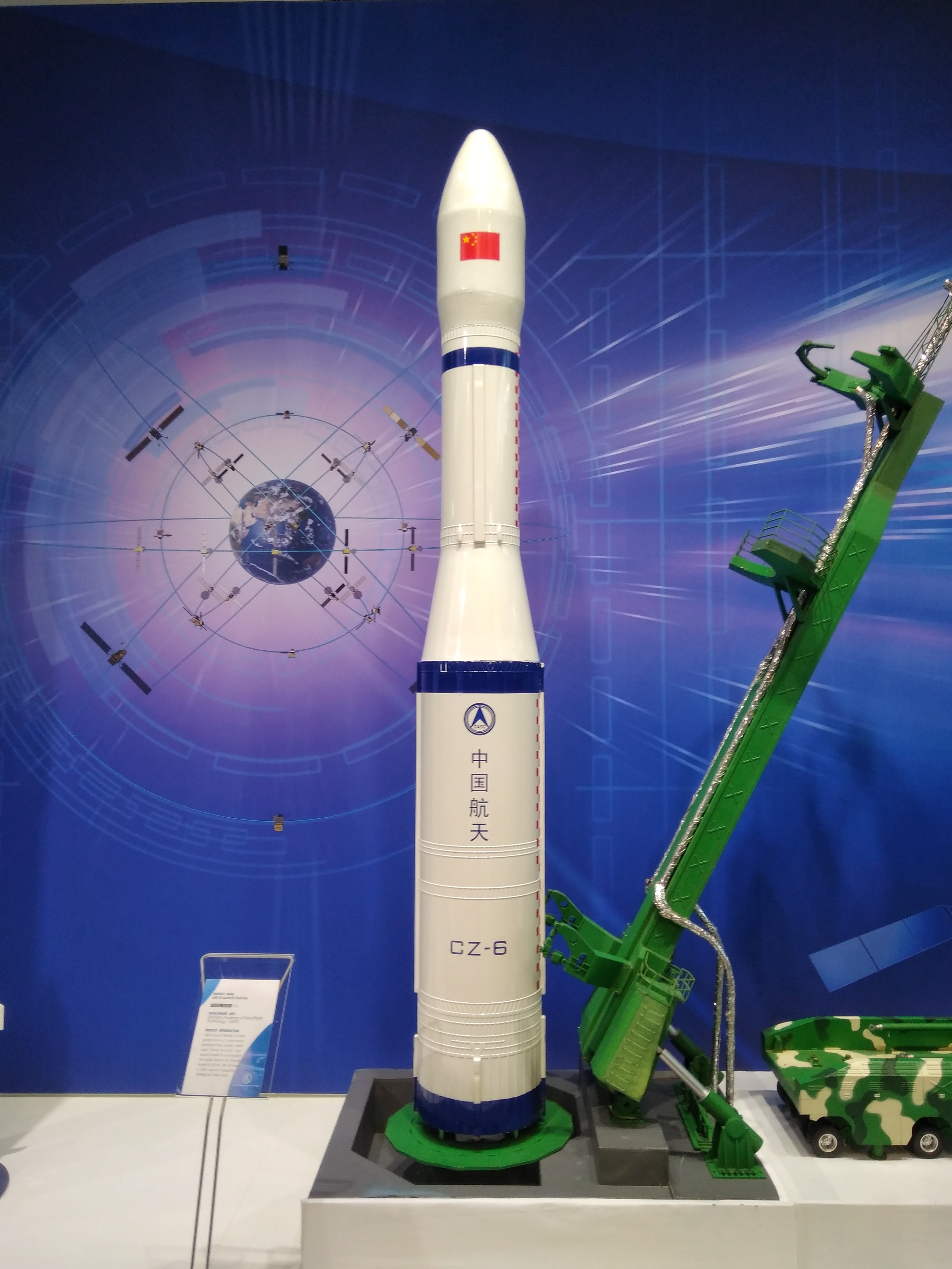
Modell der CZ-6

Die Erststufe der Rakete, die am 19. September 2015 ihren Erstflug absolvierte, basiert (wie auch die Langer Marsch 7) auf einem der beiden Boostertypen der Rakete Langer Marsch 5 und besitzt das für die Raketenfamilie neu entwickelte Triebwerk YF-100. Als Zweitstufe wird die neuentwickelte K2-2 mit dem ebenfalls neu entwickelten Triebwerk YF-115 eingesetzt. Die wiederzündbare Drittstufe kann mehrere Satelliten in unterschiedlichen Bahnen aussetzen. Für eine erdnahe Umlaufbahn sind Nutzlasten bis 1500 kg möglich, für eine sonnensynchrone Umlaufbahn von 700 km Höhe wird als maximale Nutzlast 1080 kg angegeben.
Am 9. Juli 2021 fand erstmals ein Start während der sommerlichen Regenzeit statt. Die Systeme der Rakete sind vor Regen und Gewitter geschützt. Die Schutzeinrichtungen wurden in diesem Fall nach der Ankunft der Rakete auf dem Kosmodrom Taiyuan einer erneuten Prüfung unterzogen, um sicherzugehen, dass die Startvorbereitungen und der Start selbst reibungslos abliefen. Der Start bei bewölktem Himmel war erfolgreich.
| Modell      | CZ-6                                        |
| ----------- | ------------------------------------------- |
| Stufen      | 3                                           |
| Höhe        | 29 m                                        |
| Durchmesser | 3,35 m                                      |
| Startmasse  | 103 t                                       |
| Startschub  | 1200 kN                                     |
| Nutzlast    | 1500 kg LEO 1080 kg SSO                     |
| 1. Stufe    |                                             |
| Durchmesser | 3,35 m                                      |
| Triebwerk   | 1 × YF-100 mit 1188 kN Schub auf Meereshöhe |
| Treibstoff  | Flüssigsauerstoff und Raketenkerosin        |
| 2. Stufe    |                                             |
| Durchmesser | 2,25 m                                      |
| Triebwerk   | 1 × YF-115 mit 182 kN Vakuumschub           |
| Treibstoff  | Flüssigsauerstoff und Raketenkerosin        |
| 3. Stufe    |                                             |
| Durchmesser | 2,25 m                                      |
| Triebwerk   | 4 × YF-85 mit je 1 kN Vakuumschub           |
| Treibstoff  | Wasserstoffperoxid und Raketenkerosin       |

## Langer Marsch 6A
Für den Transport größerer Nutzlasten in verschiedene Orbits kommt seit dem 29. März 2022 die 50 m hohe, zweistufige Version CZ-6A (长征六号甲 oder 长征六号改) mit vier zusätzlichen Feststoffboostern von jeweils 2 m Durchmesser und 70 t Startmasse zum Einsatz. Bei diesen, von der Akademie für Feststoffraketentriebwerkstechnik 2016 entwickelten Boostern mit einer Schubkraft von 1214 kN ist – anders als zum Beispiel bei der Changzheng 11 – die mit dem Treibstoff gefüllte Röhre in zwei Abschnitte unterteilt. Dadurch war es möglich, bei vorgegebenem Durchmesser mehr Treibstoff unterzubringen, also die Gesamtbrennzeit zu erhöhen.
Die Düse der Booster ist schwenkbar, wobei die Düsen der vier Booster im Gleichklang mit den Düsen der Kernstufe bewegt werden.
Die erste Stufe der CZ-6A besitzt zwei Triebwerke vom Typ YF-100, das mit einer diergolen Treibstoffkombination aus Raketenkerosin und Flüssigsauerstoff einen Schub von 1188 kN auf Meereshöhe liefert. Zusammen mit den vier Boostern verleiht dies der Rakete einen Startschub von 7230 kN. Die zweite Stufe verwendet, wie bei der Basisversion der Rakete, ein einzelnes Triebwerk vom Typ YF-115 mit 182 kN Schub. Die Rakete besitzt eine Startmasse von 530 Tonnen und kann eine Nutzlast von 4 Tonnen in eine sonnensynchrone Umlaufbahn von 700 km Höhe befördern. Prinzipiell ist die Rakete, die von einer eigens für sie gebauten Startrampe auf dem Kosmodrom Taiyuan in Shanxi abhebt, für mittlere und niedrige Umlaufbahnen gedacht. Sie kann innerhalb von zwei Wochen startbereit gemacht werden. Ab vier Stunden vor dem Start erfolgt der Ablauf automatisch. Die Treibstoffschläuche der Startrampe koppeln sich selbstständig an die Rakete, sie wird automatisch mit der korrekten Menge an Kerosin und Flüssigsauerstoff betankt. Die Erdungskabel der Rakete werden im Moment des Abhebens entfernt. Ab dem Beginn des Betankungsvorgangs befindet sich kein Personal mehr in der Nähe der Startrampe, was die Sicherheit erhöht.
Bei der CZ-6A werden erstmals in China Flüssigkeitsraketentriebwerke (hoher spezifischer Impuls) zusammen mit Feststoffraketentriebwerken (hohe Schubkraft) eingesetzt. Wenn vom Kontrollraum aus der Startbefehl erteilt wird, zünden zuerst die beiden Flüssigkeitstriebwerke der Kernstufe und überprüfen autonom ihr korrektes Funktionieren. Erst wenn diese 0,3 Sekunden dauernde Überprüfung zufriedenstellend verlaufen ist, zündet die Rakete ihre Booster. Falls bei der Überprüfung Probleme festgestellt werden, erfolgt ein automatischer Startabbruch, bevor die Feststofftriebwerke gezündet sind. Wenn während des Fluges Probleme mit einzelnen Triebwerken auftreten, kann der Bordrechner, der die Triebwerke ständig überwacht, die anderen Triebwerke so steuern, dass sie den Schubkraftverlust kompensieren und die Rakete – eventuell auf einer geänderten Flugbahn – den Zielorbit doch noch erreicht. Für die Rakete, deren Kernstufe einen Durchmesser von 3,35 m besitzt, stehen Nutzlastverkleidungen mit einem Durchmesser von 4,2 m und 5,2 m zur Verfügung.
Der Erstflug der Rakete am 29. März 2022 war zwar ein Erfolg, die Auswertung der Telemetriedaten zeigte jedoch, dass bei dem Flug gewisse Risiken bestanden hatten. In den folgenden dreieinhalb Monaten wurden bei der zweiten Rakete dieser Bauart entsprechende Verbesserungen durchgeführt. Am 22. September 2022 wurde die Rakete mit der Seriennummer 2 (遥二) zum Kosmodrom Taiyuan gebracht, und am 11. November 2022 fand der erfolgreiche Start statt. Zu diesem Zeitpunkt herrschten auf dem Kosmodrom bereits Außentemperaturen von −20 °C, was insbesondere für die Feststoffbooster eine Gefahr darstellte. Daher wurden auch an der Startrampe Verbesserungen zum Kälteschutz vorgenommen.
Bei der Rakete mit der Seriennummer 5 (遥五), die am 10. September 2023 als dritte gestartet wurde, bestand die Nutzlast aus drei Erdbeobachtungssatelliten, der Gruppe Yaogan 40. Hier kam erstmals ein gut 5 m langes Zwischenstück zwischen der Oberstufe der Rakete und der Nutzlastverkleidung zum Einsatz. Das Zwischenstück war eine Röhre mit 3,35 m Außendurchmesser, wie die beiden Kernstufen der Rakete, die Funktionsweise war entfernt vergleichbar dem bei Ariane-Raketen verwendeten Speltra-System zum Aussetzen von Satelliten in zwei verschiedenen Orbits:
Zuerst wurde der größere der drei Satelliten in die Röhre – de facto eine zweite Nutzlastverkleidung – eingebaut und diese mit einem speziell konstruierten Deckel verschlossen. Der Deckel sorgte dafür, dass in der Röhre eine konstante Temperatur und Luftfeuchtigkeit herrschte und kein Schmutz eindringen konnte, während die Röhre auf die Oberstufe der Rakete gehoben wurde und man darauf wartete, bis die eigentliche Nutzlastverkleidung mit den anderen beiden darin verstauten Satelliten zur Startrampe gebracht und abschließend oben auf die Röhre gesetzt wurde. Die Rakete war nun statt der üblichen 50 m insgesamt 55 m hoch.
Beim Start der beiden Kartografiesatelliten Tianhui 5A und Tianhui 5B am 31. Oktober 2023 wurde zusätzlich zu dem Aussetzsystem mit dem in einer Röhre untergebrachten Satelliten eine längere Nutzlastverkleidung verwendet. In dieser Konfiguration war die Rakete knapp 52 m hoch.
| Modell        | CZ-6A                                          |
| ------------- | ---------------------------------------------- |
| Stufen        | 2                                              |
| Höhe          | 50 m, 52 m oder 55 m                           |
| Durchmesser   | 3,35 m                                         |
| Startmasse    | 530 t                                          |
| Startschub    | 7230 kN                                        |
| Nutzlast      | 4 t SSO                                        |
| 1. Stufe      |                                                |
| Durchmesser   | 3,35 m                                         |
| Triebwerk     | 2 × YF-100 mit je 1188 kN Schub auf Meereshöhe |
| Treibstoff    | Flüssigsauerstoff und Raketenkerosin           |
| Booster (4 ×) |                                                |
| Durchmesser   | 2 m                                            |
| Triebwerk     | 1214 kN Schub auf Meereshöhe                   |
| Treibstoff    | Festtreibstoff                                 |
| 2. Stufe      |                                                |
| Durchmesser   | 3,35 m                                         |
| Triebwerk     | 1 × YF-115 mit 182 kN Vakuumschub              |
| Treibstoff    | Flüssigsauerstoff und Raketenkerosin           |

Ein erstes Exemplar der boosterlosen Variante dieser Rakete (Langer Marsch 6C bzw. 长征六号丙) befand sich Ende Dezember 2022 in der Endmontage und sollte im Laufe des Jahres 2023 ins All starten.
Die zweite Stufe der CZ-6C besitzt einen verringerten Durchmesser; die Rakete ist dafür ausgelegt, eine Nutzlast von 2 Tonnen in eine sonnensynchrone Umlaufbahn zu bringen.

## Startliste
Dies ist eine vollständige Liste der CZ-6-Starts, Stand 29. Juli 2025.
| Nr.                                                          | Datum und Uhrzeit (UTC)                                      | Typ Seriennr.                                                | Startplatz                                                   | Nutzlast | Art der Nutzlast                                                                                             | Umlaufbahn                                                   | Anmerkungen |                                                              |
| 2015 – 2017 – 2019 – 2020 – 2021 – 2022 – 2023 – 2024 – 2025 | 2015 – 2017 – 2019 – 2020 – 2021 – 2022 – 2023 – 2024 – 2025 | 2015 – 2017 – 2019 – 2020 – 2021 – 2022 – 2023 – 2024 – 2025 | 2015 – 2017 – 2019 – 2020 – 2021 – 2022 – 2023 – 2024 – 2025 | 2015 – 2017 – 2019 – 2020 – 2021 – 2022 – 2023 – 2024 – 2025 | 2015 – 2017 – 2019 – 2020 – 2021 – 2022 – 2023 – 2024 – 2025                                                 | 2015 – 2017 – 2019 – 2020 – 2021 – 2022 – 2023 – 2024 – 2025 | 2015 – 2017 – 2019 – 2020 – 2021 – 2022 – 2023 – 2024 – 2025 | 2015 – 2017 – 2019 – 2020 – 2021 – 2022 – 2023 – 2024 – 2025 |
| 2015                                                         | 2015                                                         | 2015                                                         | 2015                                                         | 2015 | 2015 | 2015                                                         | 2015 | 2015                                                         |
| ------------------------------------------------------------ | ------------------------------------------------------------ | ------------------------------------------------------------ | ------------------------------------------------------------ | --- | --- | ------------------------------------------------------------ | --- | ------------------------------------------------------------ |
| 1.                                                           | 19. Sep. 2015 23:01                                          | CZ-6                                                         | Taiyuan LC-16                                                | Zheda Pixing-2A (ZDPS-2A, 12 kg) Zheda Pixing-2B (ZDPS-2B, 12 kg) Naxing-2 (NS-2, 20 kg) Zijing 1 (ZJ-1, 0,2 kg) Tiantuo 3/Luliang-1 (TT-3) NUDT-PhoneSat (1 kg) Xingchen 1 (XC-1, 0,1 kg) Xingchen 2 (XC-2, 0,1 kg) Xingchen 3 (XC-3, 0,1 kg) Xingchen 4 (XC-4, 0,1 kg) LilacSat-2 (11 kg) Xinjishu Yanzheng-2 (XY-2, 130 kg) DCBB (4 kg) Kongjian Shiyan 1 (KJSY 1) XiWang-2A (XW-2A, 25 kg) XiWang-2B (XW-2B, 10 kg) XiWang-2C (XW-2C, 10 kg) XiWang-2D (XW-2D, 10 kg) XiWang-2E (XW-2E, 1,5 kg) XiWang-2F (XW-2F, 1,5 kg) | 20 Kleinsatelliten                                                                                           | SSO                                                          | Erfolg Erstflug der Langer Marsch 6. Alle Satelliten wurden in einem polaren Orbit in einer Höhe von 525 Kilometern und einer Bahnneigung zum Äquator von 97,5 Grad abgesetzt. |                                                              |
| 2017                                                         |                                                              |                                                              |                                                              | | |                                                              | |                                                              |
| 2.                                                           | 21. Nov. 2017 04:50                                          | CZ-6 Y2                                                      | Taiyuan LC-16                                                | Jilin 1 SP04 Jilin 1 SP05 Jilin 1 SP06 | 3× Erdbeobachtungssatelliten                                                                                 | SSO                                                          | Erfolg |                                                              |
| 2019                                                         |                                                              |                                                              |                                                              | | |                                                              | |                                                              |
| 3.                                                           | 13. Nov. 2019 06:35                                          | CZ-6 Y4                                                      | Taiyuan LC-16                                                | 5× Ningxia-1 | 5× Erdbeobachtungssatelliten                                                                                 | LEO                                                          | Erfolg |                                                              |
| 2020                                                         |                                                              |                                                              |                                                              | | |                                                              | |                                                              |
| 4.                                                           | 6. Nov. 2020 03:19                                           | CZ-6 Y3                                                      | Taiyuan LC-16                                                | ÑuSat 9–18 (jeweils 41 kg) Taiyuan (BY-03) Tianyan 05 Beihang Kongshi Weixing 1 | 10× Erdbeobachtung Technologieerprobung                                                                      | SSO                                                          | Erfolg |                                                              |
| 2021                                                         |                                                              |                                                              |                                                              | | |                                                              | |                                                              |
| 5.                                                           | 27. Apr. 2021 03:20                                          | CZ-6 Y5                                                      | Taiyuan LC-16                                                | Qilu 1 und Qilu 4 Foshan 1 Guotong 1 Tianqi 9 NEO 1 Taijing 2-01 Jinzijing 1 Lingque 1-D02 | 2× Erdbeobachtung TE/Erdbeobachtung Internet der Dinge Technologieerprobung Erdbeobachtung TE/Erdbeobachtung | LEO                                                          | Erfolg |                                                              |
| 6.                                                           | 9. Juli 2021 11:59                                           | CZ-6 Y6                                                      | Taiyuan LC-16                                                | Zhongzi 02 (5× Zhuzhou-1) | Erdbeobachtungssatelliten                                                                                    | SSO                                                          | Erfolg |                                                              |
| 7.                                                           | 4. Aug. 2021 11:01                                           | CZ-6 Y7                                                      | Taiyuan LC-16                                                | KL-Beta-A KL-Beta-B | Breitband-Internet                                                                                           | LEO                                                          | Erfolg |                                                              |
| 8.                                                           | 5. Nov. 2021 02:19                                           | CZ-6 Y8                                                      | Taiyuan LC-16                                                | Guangmu (SDGSAT-1) | Geowissenschaften                                                                                            | SSO                                                          | Erfolg |                                                              |
| 2022                                                         |                                                              |                                                              |                                                              | | |                                                              | |                                                              |
| 9.                                                           | 29. März 2022 09:50                                          | CZ-6A Y1                                                     | Taiyuan LC-9A                                                | Pujiang 2 Tiankun 2 | TE/Erdbeobachtung TE/Weltraumwetter                                                                          | SSO                                                          | Erfolg Erstflug der Langer Marsch 6A. |                                                              |
| 10.                                                          | 10. Aug. 2022 04:50                                          | CZ-6 Y10                                                     | Taiyuan LC-16                                                | Jilin 1 Gaofen 03D09, 35–43 Yunyao 1/04–08 Tianjin Binhai 1 | 10× Erdbeobachtung 5× Wettersatellit Erdbeobachtung                                                          | SSO                                                          | Erfolg |                                                              |
| 11.                                                          | 26. Sep. 2022 23:50                                          | CZ-6 Y9                                                      | Taiyuan LC-16                                                | Shiyan-16A/B Shiyan-17 | 2× Erdbeobachtung Erdbeobachtung                                                                             | SSO                                                          | Erfolg |                                                              |
| 12.                                                          | 11. Nov. 2022 22:52                                          | CZ-6A Y2                                                     | Taiyuan LC-9A                                                | Yunhai-3 01 | Meereswetterbeobachtung                                                                                      | Polarbahn                                                    | Erfolg |                                                              |
| 2023                                                         |                                                              |                                                              |                                                              | | |                                                              | |                                                              |
| 13.                                                          | 20. Juni 2023 03:18                                          | CZ-6 Y12                                                     | Taiyuan LC-16                                                | Shiyan 25 | Erdbeobachtung                                                                                               | Polarbahn                                                    | Erfolg |                                                              |
| 14.                                                          | 10. Sep. 2023 04:30                                          | CZ-6A Y5                                                     | Taiyuan LC-9A                                                | Yaogan 40 | 3× Erdbeobachtung                                                                                            | SSO                                                          | Erfolg |                                                              |
| 15.                                                          | 31. Okt. 2023 22:50                                          | CZ-6A Y4                                                     | Taiyuan LC-9A                                                | Tianhui 5A Tianhui 5B | 2× Kartografie                                                                                               | SSO                                                          | Erfolg |                                                              |
| 2024                                                         |                                                              |                                                              |                                                              | | |                                                              | |                                                              |
| 16.                                                          | 26. März 2024 22:51                                          | CZ-6A Y3                                                     | Taiyuan LC-9A                                                | Yunhai-3 02 | Erdbeobachtung                                                                                               | SSO                                                          | Erfolg |                                                              |
| 17.                                                          | 7. Mai 2024 03:21                                            | CZ-6C Y1                                                     | Taiyuan                                                      | Haiwangxing 01 Zhixing-1C weitere Nutzlasten | Erdbeobachtung                                                                                               |                                                              | Erfolg |                                                              |
| 18.                                                          | 4. Juli 2024 22:49                                           | CZ-6A Y7                                                     | Taiyuan LC-9A                                                | Tianhui 5-02A/B | 2× Erdbeobachtung                                                                                            |                                                              | Erfolg |                                                              |
| 19.                                                          | 6. Aug. 2024 06:42                                           | CZ-6A Y21                                                    | Taiyuan                                                      | Qianfan 01 | 18× Kommunikation                                                                                            | Polarbahn                                                    | Erfolg |                                                              |
| 20.                                                          | 5. Sep. 2024 18:30                                           | CZ-6 Y11                                                     | Taiyuan                                                      | Geesat 3-01 bis 3-10 | 10× Navigation                                                                                               | LEO                                                          | Erfolg |                                                              |
| 21.                                                          | 15. Okt. 2024 11:06                                          | CZ-6A Y20                                                    | Taiyuan                                                      | Qianfan 02 | 18× Kommunikation                                                                                            | Polarbahn                                                    | Erfolg |                                                              |
| 22.                                                          | 22. Okt. 2024 00:10                                          | CZ-6 Y13                                                     | Taiyuan LC-16                                                | 3× Tianping | Technologieerprobung                                                                                         | SSO                                                          | Erfolg |                                                              |
| 23.                                                          | 5. Dez. 2024 04:41                                           | CZ-6A Y22                                                    | Taiyuan LC-9A                                                | Qianfan 03 | 18× Kommunikation                                                                                            | Polarbahn                                                    | Erfolg |                                                              |
| 2025                                                         |                                                              |                                                              |                                                              | | |                                                              | |                                                              |
| 24.                                                          | 23. Jan. 2025                                                | CZ-6A Y6                                                     | Taiyuan LC-9A                                                | Qianfan 06 | 18× Kommunikation                                                                                            | Polarbahn                                                    | Erfolg |                                                              |
| 25.                                                          | 3. April 2025                                                | CZ-6 Y14                                                     | Taiyuan LC-16                                                | Tianping 3A-02 | Radarkalibrierung                                                                                            | LEO                                                          | Erfolg |                                                              |
| 26.                                                          | 18. April 2025                                               | CZ-6A Y11                                                    | Taiyuan LC-9A                                                | Shiyan-27A bis 27F | 6× SSA/TE | SSO                                                          | Erfolg |                                                              |
| 27.                                                          | 11. Mai 2025 13:27                                           | CZ-6A Y9                                                     | Taiyuan LC-9A                                                | Yaogan 40 Group 02 | 3× Aufklärung                                                                                                | LEO                                                          | Erfolg |                                                              |
| 28.                                                          | 5. Juni 2025 20:45                                           | CZ-6A                                                        | Taiyuan                                                      | Huliangwang Digui 04 | 5× Kommunikation                                                                                             | LEO                                                          | Erfolg |                                                              |
| 29.                                                          | 27. Juli 2025 10:03                                          | CZ-6A                                                        | Taiyuan                                                      | Huliangwang Digui 05 | 5× Kommunikation                                                                                             | LEO                                                          | Erfolg |                                                              |